# Weißpriach
Weißpriach osztrák község Salzburg tartomány Tamswegi járásában. 2019 januárjában 305 lakosa volt. 

## Elhelyezkedése

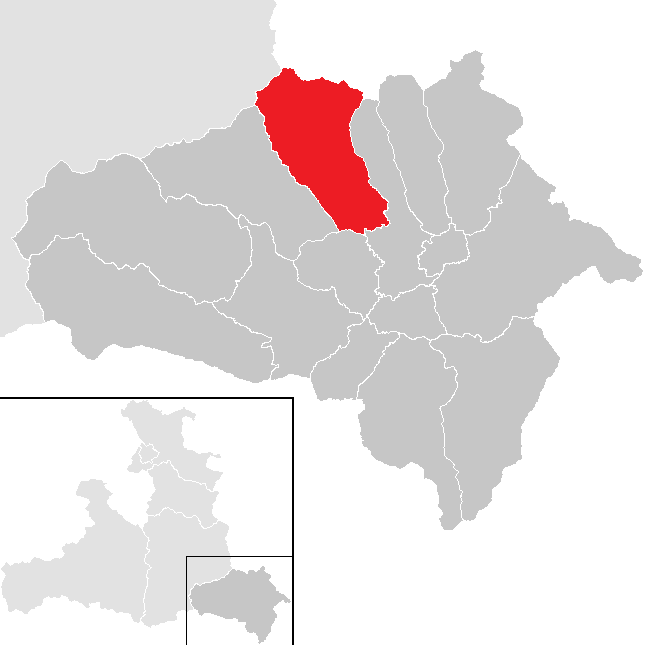
Weißpriach a Tamswegi járásban

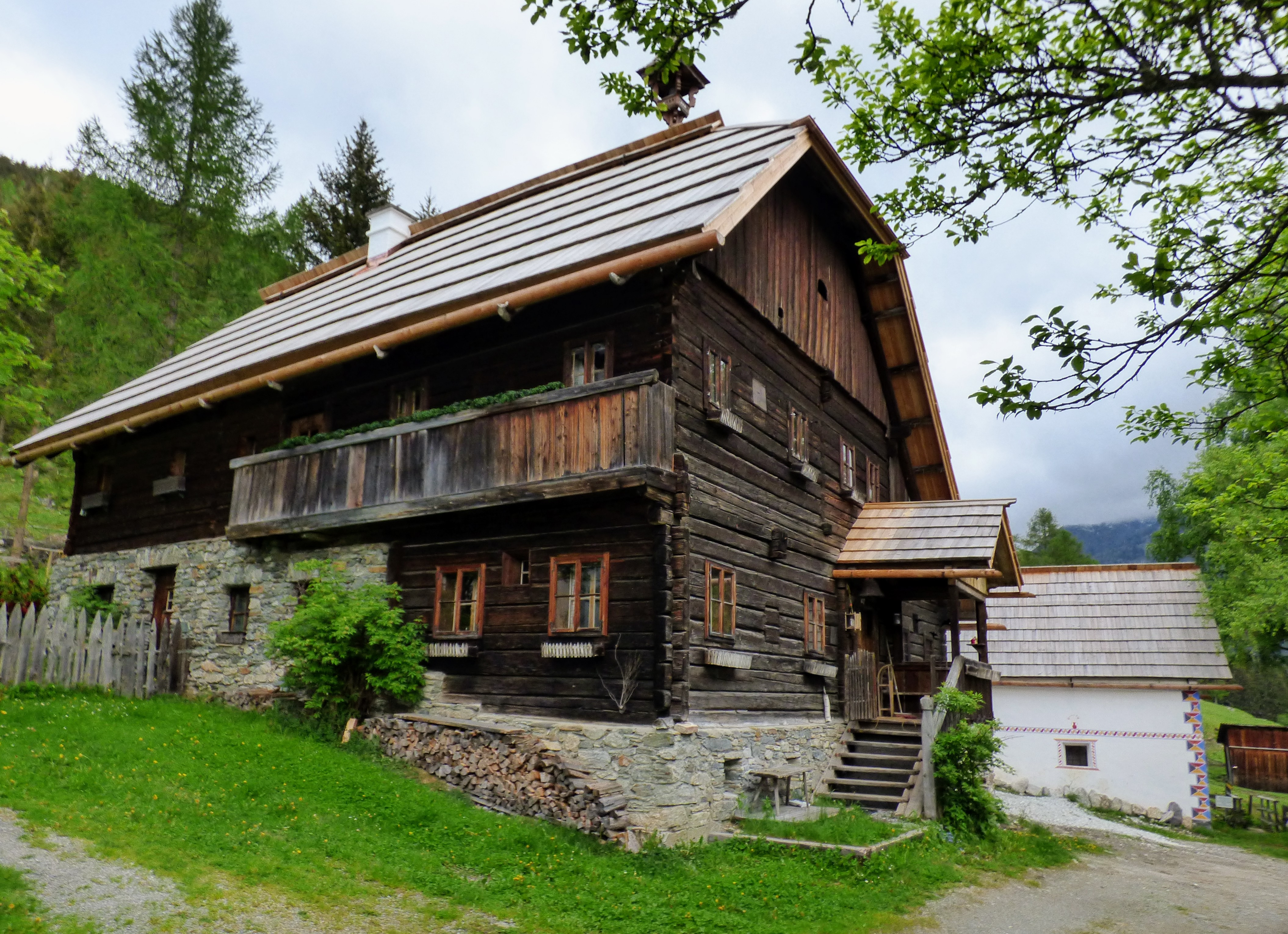
Hagyományos parasztház

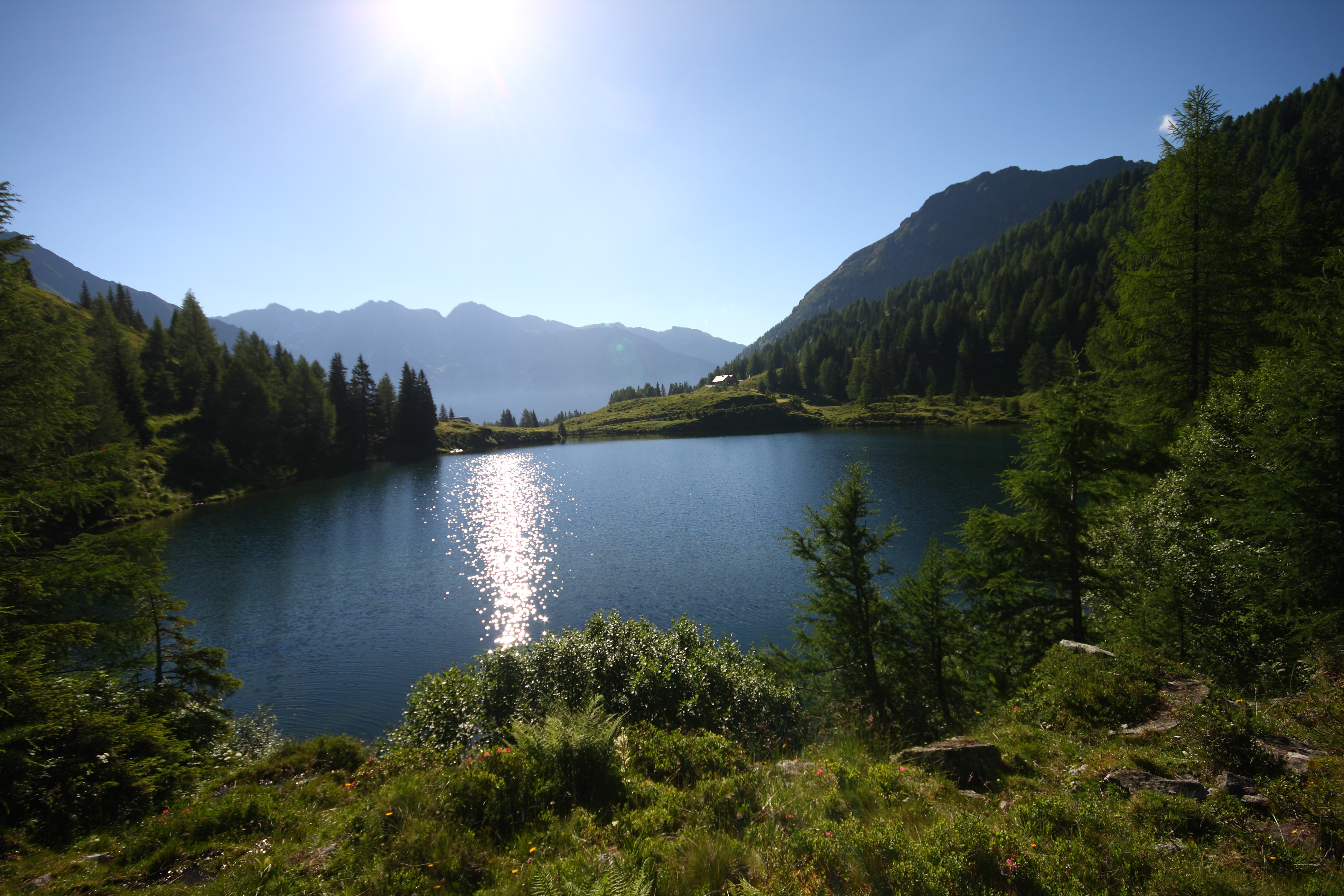
A Wirpitschsee

Weißpriach Salzburg tartomány Lungau régiójában, a Schladmngi-Tauern hegységben, a Weißpriachbach (vagy Lonka) folyó völgyében fekszik. Legmagasabb hegyei a Großes Gurpitscheck (2526 m) és a Lungauer Kalkspitze (2471 m). Területén számos hegyi tó található, mint pl. a Tiefenbachsee vagy a Wirpitschsee. Az önkormányzat 5 településrészt, illetve falut egyesít: St. Rupert, Am Sand, Sonndörfl, Schwaig és Hinterweißpriach.
A környező önkormányzatok: délkeletre Mariapfarr, délre Mauterndorf, nyugatra Tweng, északnyugatra Untertauern és Forstau, északra Schladming (Stájerország).

## Története
Weißpriach területe ahhoz hatalmas lungaui földbirtokhoz tartozott, amelyet II. Henrik király adományozott a salzburgi érseknek. Ura a Weißpriach lovagi nemzetség volt, amelyet először 1272-ben említettek és amelynek egyik képviselője, II. Burkhard von Weißpriach a salzburgi érsekségig vitte (1461-1466).

## Lakosság
A weißpriachi önkormányzat területén 2019 januárjában 305 fő élt. A lakosságszám a csúcspontját 1991-ben érte el 338 fővel, azóta enyhe csökkenés tapasztalható. 2017-ben a helybeliek 97,7%-a volt osztrák állampolgár; a külföldiek közül 2,3% a régi (2004 előtti) EU-tagállamokból érkezett. 2001-ben a lakosok 96,4%-a római katolikusnak, 3% pedig felekezeten kívülinek vallotta magát. 
A lakosság számának változása:

| 2016 | 305 |
| 2018 | 306 |

## Látnivalók
- a Szt. Rupert-templom a legrégebbiek között van a tartományban. Belső falain 11-12. századi román stílusú freskókat tártak fel.

## Fordítás
- Ez a szócikk részben vagy egészben  a   Weißpriach című német Wikipédia-szócikk ezen változatának fordításán alapul.  Az eredeti cikk szerkesztőit annak laptörténete sorolja fel. Ez a jelzés csupán a megfogalmazás eredetét és a szerzői jogokat jelzi, nem szolgál a cikkben szereplő információk forrásmegjelöléseként.